# 716
716 (DCCXVI) fue un año bisiesto comenzado en miércoles del calendario juliano, en vigor en aquella fecha.

## Acontecimientos
- Al-Hurr convierte Córdoba en la capital del valiato de Ifriqiya.
- Instalación en Galicia de los bereberes.
- San Bonifacio comienza sus misiones en Germania.

## Fallecimientos
- Musa ibn Nusair, caudillo musulmán.
- Abd al-Aziz ibn Musa, mandado asesinar por el califa Suleimán I.
- Agila II, rey de los visigodos.